# Est de Delhi
Le district Est de Delhi est un district de l'état de Delhi, en Inde.

## Géographie
Au recensement de 2011, sa population compte 1 707 725 habitants.